# Chłodniowiec

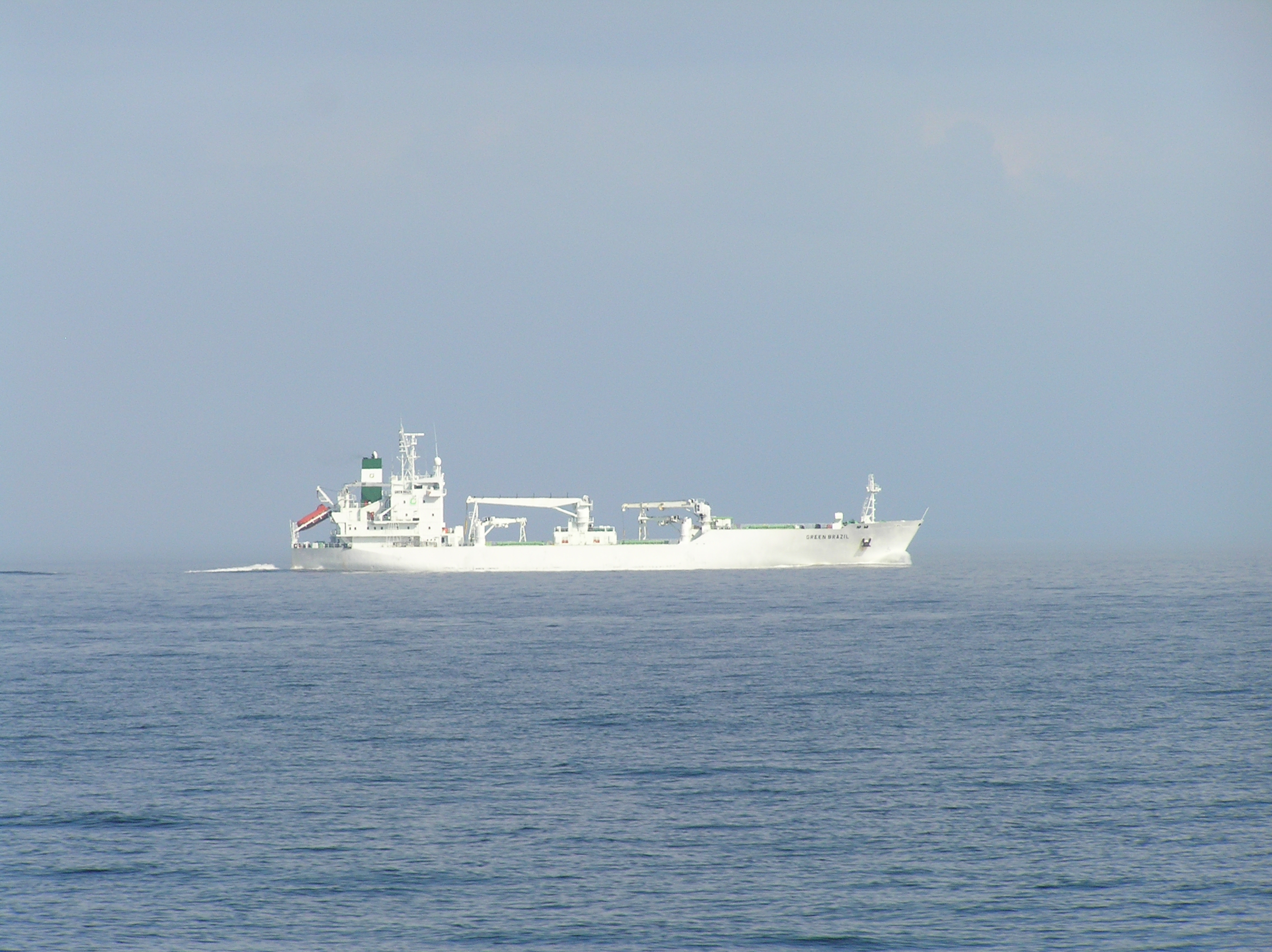
Chłodniowiec MS „Green Brazil”

Chłodniowiec (również chłodnicowiec) – statek wodny służący do przewozu łatwo psujących się produktów spożywczych w chłodzonych ładowniach.

## Budowa
Dla zmniejszenia przepływu ciepła z otoczenia burty, pokłady, pokrywy i dno ładowni są pokryte (od wewnątrz) warstwą izolacji termicznej, a luki mają rozmiary mniejsze w porównaniu z rozwiązaniami na masowcach i drobnicowcach. Niektóre chłodniowce mają dodatkowe urządzenia ułatwiające przeładunek, takie jak małe furty burtowe, umożliwiające wprowadzenie do wnętrza taśmociągu lub windy do przeładunku palet.
Na statku są zainstalowane agregaty chłodnicze i systemy wentylacyjne, pozwalające na wtłaczanie do ładowni powietrza o regulowanej temperaturze. Systemy te są oddzielne dla każdej komory (ładowni lub międzypokładu), co pozwala na utrzymywanie różnych temperatur w różnych komorach.
Wydajność systemów powinna zapewniać utrzymanie temperatury –20 °C przy każdych warunkach zewnętrznych, co pozwala na transport takich towarów jak mięso, ryby czy masło. Warzywa i owoce przewozi się w temperaturze kilku-kilkunastu stopni powyżej zera, w zależności od ładunku i jego potrzeb. Niektóre towary (cytrusy) dojrzewają w czasie transportu, co wymaga kontrolowanej temperatury i atmosfery.
Ze względu na rosnący udział kontenerów w transporcie, chłodniowce wyposaża się również w osprzęt do mocowania kontenerów i gniazda do podłączania kontenerów chłodzonych.